# Sonata da chiesa
Sonata da chiesa (en italiano, significa “sonata de iglesia”), es una forma musical que se utilizaba como acompañamiento del servicio religioso. Es una obra del período Barroco, compuesta habitualmente para uno o dos violines y bajo continuo. Es precursora de la sonata tal como la entendemos hoy día -una forma musical que se fijó como tal con los trabajos de Ludwig van Beethoven (1770-1827) a comienzos del siglo XIX- pero nada tiene que ver con la estructura interna compleja y concreta de esta forma. La palabra "sonata" se refiere aún a una serie de movimientos, no a la forma interna de uno de ellos.
En general, consta de cuatro movimientos. Más de una melodía se usa a menudo y los movimientos son ordenados lento-rápido-lento-rápido con respecto al tempo. El segundo movimiento es usualmente un allegro de fuga, y la tercera y la cuarta de forma binaria que a veces se asemeja a la sarabande y la giga. 
Muchas de estas trabajos, sin embargo, no fueron compuestos explícitamente como música litúrgica y, a menudo, se interpretaban como piezas de concierto para entretenimiento. Uno de los mayores compositores de la sonata da chiesa es el ravenés Arcangelo Corelli (1653-1713). Entre sus mejores composiciones se destacan 6 Sonatas da Chiesa, Op.1; Los primeros 8 de sus 12 Concerti grossi, op.6 son también sonatas da chiesa. Otro compositor de esta forma de música fue Giovanni Battista Bassani (1650-1716) que compuso doce sonatas da chiesa. Las tres sonatas para violín solo de Johann Sebastian Bach (1685-1750) son en forma de sonata da chiesa, al igual que las cinco primeras de sus seis sonatas para violín y clavecín obbligato y las dos primeras de sus tres sonatas para viola de gamba y clavecín obbligato.
Después de 1700 este tipo de sonata tendió a fusionarse con la sonata da camera. Esta sonata se había convertido en obsoleto por el tiempo de Joseph Haydn (1732-1809), aunque lo hizo componer unas cuantas piezas en este estilo, al igual que Wolfgang Amadeus Mozart (1756-1791), unos años más tarde, aunque este término es ahora rara vez utilizado.